# Patricio Castillo (músico)
Patricio Castillo (Lautaro, provincia de Cautín, 1946) es un compositor, cantautor e intérprete chileno con una amplia trayectoria musical. Fue Integrante de la formación inicial de la banda Quilapayún en 1966, trabajó con Víctor Jara, Los Jaivas e Isabel Parra, y también ha desarrollado una importante obra solista.

## Carrera musical inicial
Patricio Castillo es un músico y compositor chileno de amplia trayectoria. Intérprete de guitarra, charango, bajo eléctrico, y flauta traversa ( por nombrar algunos instrumentos). Cursó estudios de filosofía en el Instituto Pedagógico, y de composición en el conservatorio de la Universidad de Chile. Su actividad musical comenzó a mediados de la década de los 60, cuando el neofolklor estaba dando paso al surgimiento de la Nueva Canción Chilena.
En 1965 Castillo fue integrante del Ballet Folclórico Pucará. En 1966 Eduardo Carrasco invitó a Patricio a integrar la banda Quilapayún, que recién se estaba formando. En ella participó hasta el año siguiente, y luego entre 1967 y 1973, para reintegrarse mucho más tarde en 1991, siendo desde entonces intérprete activo de la banda. En la agrupación cumplió el rol de guitarrista, armonizador y compositor. Un ejemplo de esto fue su  creación de la canción "La muralla", basada en un poema de Nicolás Guillén.
Además fue parte de la banda Amerindios junto con el ex Quilapayún Julio Numhauser y Mario Salazar.
Un aspecto destacado de su trabajo musical en esa época, fue su participación en los discos solistas de Víctor Jara, desde 1967 a 1973, conformando una dupla creativa que unificó tradición (Jara) e innovación (Castillo). Ejemplo de esto es la base armónica de charango que Castillo creó para la pieza instrumental "La partida", y la introducción a dos guitarras para la canción "Angelita Huenumán". También en ese periodo el músico comenzó su colaboración con Los Jaivas, grabando charango, guitarras y guitarrón chileno en el disco "Todos juntos".

### El exilio
Tras el Golpe de Estado en Chile de 1973, que dio comienzo a la dictadura militar liderada por Augusto Pinochet, Patricio Castillo parte al exilio, pasando brevemente por Cuba y la ex Alemania Oriental, para finalmente radicarse en Francia. Durante esa época participó con Isabel Parra en múltiples conciertos y actividades de solidaridad con Chile. Es en este periodo cuando el músico comienza a publicar sus discos solistas bajo el sello Le Chant du Monde: La primavera muerta en el tejado (1975), y Provinces (1977). Durante la década de los 80 colaborará con el grupo Los Jaivas en los discos Alturas de Machu Picchu (1981), Aconcagua (1982) y Obras de Violeta Parra (1984).

## Discografía

### Como solista
- 1975 - La primavera muerta en el tejado
- 1977 - Provinces
- 2009 - Travesía
- 2017 - Huellas en el mar
- 2019 - Mareas
- 2019 - Calle Esperanza, ( en colaboración con Silvia Balducci y Osvaldo Torres).

#### Colectivos
- 1974 - 4. Festival des politischen Liedes
- 1974 - Konzert für Chile
- 1977 - 2. Helsingin laulufestivaali
- 1977 - Canto a la revolución de octubre
- 1978 - A concert for Chile
- 1984 - La mémoire chantée de Régine Mellac

#### Colaboraciones
- 1971 - De aquí y de allá (de Isabel Parra)
- 1972 - Todos juntos, de Los Jaivas.
- 1972 - Isabel Parra y parte del Grupo de Experimentación Sonora del ICAIC (de Isabel Parra y el GESI)
- 1974 - Vientos del pueblo. Isabel Parra y Patricio Castillo (dúo Isabel Parra y Patricio Castillo)
- 1976 - Recital Isabel Parra y Patricio Castillo. Club Vanguardia Barcelona (dúo Isabel Parra y Patricio Castillo)
- 1976 - Isabel Parra de Chile (de Isabel Parra)